# Герб Ямало-Ненецкого автономного округа
Герб Ямало-Ненецкого автономного округа (нен. Я"мал герб) — один из официальных символов Ямало-Ненецкого автономного округа наряду с флагом и гимном. Объёмное изображение герба в многоцветном варианте находится на хранении в постоянной экспозиции Государственного учреждения «Ямало-Ненецкий окружной музейно-выставочный комплекс имени И. С. Шемановского».
Герб составлен по установленным геральдическим правилам, является своеобразным памятником преемственности истории и культуры региона, отражает его природно-климатическую особенность и основную направленность деятельности коренного населения автономного округа. Северный олень символизирует мощь и независимость территории. Герб ЯНАО внесён в регистр Государственной герольдии при Президенте Российской Федерации за N 584.

## Описание[1]
Герб состоит из геральдического щита, увенчанного короной, которые поддерживают два полярных медведя. В лазоревом (сине-голубом) поле геральдического щита, идущий белый (серебряный) северный олень, сопровождаемый вверху справа Полярной Звездой о четырёх лучах того же металла, из которых левый короче остальных; щит увенчан традиционной золотой региональной короной особого вида с золотым же пламенем на среднем зубце и имеющей лазоревую шапку; в опорах щита серебряные полярные медведи с червлёными пастями и с чёрными носами и когтями, стоящие на серебряных, заснеженных льдинах, соединённых с лазоревой лентой, на которой воспроизведён орнамент, соответствующий бело-сине-красному горизонтальному рисунку флага автономного округа.
Описание короны: золотой орнаментированный обруч о семи видимых остроконечных зубцах (пяти на передней стороне обруча); передний (средний) зубец орнаментирован и завершён золотым же изображением пламени; обруч короны также орнаментирован.
Объёмное изображение герба автономного округа в многоцветном варианте находится на хранении в постоянной экспозиции Государственного учреждения «Ямало-Ненецкий окружной музейно-выставочный комплекс имени И. С. Шемановского».